# エルトン男爵
エルトン男爵（Baron Elton） はイギリスの男爵位、貴族。連合王国貴族爵位。

## 歴史
エルトン家は17世紀以来、イングランドのグロスターシャーに住む一族であった。
その子孫で労働党の政治家・歴史家のゴドフリー・エルトン(1892–1973)は1934年1月17日にオックスフォード州ヘディントンのエルトン男爵（Baron Elton of [Headington in the County of Oxford）に叙されて、貴族院議員に列した。
1973年に初代男爵の長男がその爵位を継承して以降、現在も2代男爵が当主である。
2代男爵ロドニー(1930-)は保守党に属してサッチャー内閣の内務大臣や環境大臣職を歴任したほか、1999年のブレア内閣による貴族院法制定以降も貴族院に籍を置く92人の世襲貴族に選ばれた。

## エルトン男爵(1934)
- 初代エルトン男爵ゴドフリー・エルトン(1892–1973)
- 第2代エルトン男爵ロドニー・エルトン(1930-)

法定推定相続人は現当主の息子であるエドワード・パジェット・エルトン (1966-)。